# 4638 Estens
4638 Estens este un asteroid din centura principală, descoperit pe 2 martie 1989 de Robert McNaught.